# Gottfried Koller
Gottfried Koller (* 9. Februar 1902 in Windsbach; † 17. Juli 1959 in Saarbrücken) war ein deutscher Zoologe, Biologe und Hochschullehrer.

## Leben
Koller studierte Chemie, Geologie, Geographie, Botanik und Zoologie an den Universitäten Erlangen, München und Kiel. An der Universität Kiel promovierte er 1926 zum Dr. phil. mit einer Arbeit über Chromatophoren bei Nordseegarnelen. Die Forschungen hierzu führte er als wissenschaftlicher Assistent in Kiel im Rahmen seines Habilitationsverfahrens fort, das er 1930 erfolgreich abschloss. Anschließend war er an der Humboldt-Universität zu Berlin als Assistent tätig. Von 1934 bis 1937 hatte er eine ordentliche Professur an der Universität Shanghai inne. 1937 wechselte er auf eine außerordentliche Professur an die Universität Kiel. Von 1941 bis zum Frühjahr 1945 war er ordentlicher Professor für Zoologie an der Deutschen Universität Prag und kehrte dann nach Erlangen zurück, wo er vom 1. Juli 1945 bis zum 13. Mai 1946 die Leitung des Amtes für Bildung und Kultur übernahm. Seit Mai 1946 agierte er als kommissarischer Ordinarius an der Universität Marburg und wurde zum 1. Januar 1949 an die gerade gegründete Universität des Saarlandes als Ordinarius für Zoologie berufen und übernahm von 1951 bis 1956 das Amt des Prorektors. Im Alter von 57 Jahren verstarb er 1959 in Saarbrücken.
Koller forschte und publizierte vor allem zur vergleichenden Physiologie, insbesondere über Sehsinn, Farbwechsel und Ernährungsphysiologie. Sein Nachlass ist im Universitätsarchiv Saarbrücken überliefert.

## Werke (Auswahl)
- Ueber Chromatophorensystem, Farbensinn und Farbwechsel bei Crangon vulgaris. Springer, Berlin 1927 (Dissertation).
- Weitere Untersuchungen über Farbwechsel und Farbwechselhormone bei Crangon vulgaris. Springer, Berlin 1930 (Habilitationsschrift).
- Einführung in die Physiologie der Tiere und des Menschen. G. Thieme, Leipzig 1934.
- Hormone. De Gruyter, Berlin 1941.
- Daten zur Geschichte der Zoologie: Zeittafel, Forscherliste, Artentabelle. Athenäum, Bonn 1949.
- Zoologie. Winter, Heidelberg 1951.
- Die wildlebenden Säugetiere Mitteleuropas. 2. Auflage. Winter, Heidelberg 1956.
- Das Leben des Biologen Johannes Müller 1801 – 1858. Wissenschaftliche Verlagsgesellschaft, Stuttgart 1958.